# Cereus phatnospermus
Cereus phatnospermus ist eine Pflanzenart in der Gattung Cereus aus der Familie der Kakteengewächse (Cactaceae). Das Artepitheton phatnospermus leitet sich von den griechischen Worten phatnoein für ‚ausgehöhlt‘ sowie sperma für ‚Same‘ ab.

## Beschreibung
Cereus phatnospermus wächst strauchig und meist niederliegend. Die lang zylindrischen, hellgrünen bis bräunlichen Triebe sind zu ihrer Spitze hin verjüngt. Sie sind 1 bis 2 Meter lang und weisen Durchmesser von bis zu 2,5 Zentimeter auf. Es sind vier bis fünf kantige Rippen vorhanden. Die darauf befindlichen großen, bewollten Areolen stehen weit auseinander. Die kräftigen, pfriemlichen Dornen sind braun und vergrauen mit der Zeit. Der einzelne, gerade Mitteldorn, der auch fehlen kann, ist bis zu 2,5 Zentimeter lang. Die fünf bis sechs spreizenden Randdornen werden bis zu 1,5 Zentimeter lang.
Die weißen Blüten sind bis zu 12 Zentimeter lang. Die elliptischen, roten Früchte erreichen Längen von bis zu 7 Zentimeter.

## Verbreitung, Systematik und Gefährdung
Cereus phatnospermus ist in Paraguay und Brasilien verbreitet.
Die Erstbeschreibung wurde 1899 von Karl Moritz Schumann veröffentlicht. Ein nomenklatorisches Synonym ist Monvillea phatnosperma (K.Schum.) Britton & Rose (1920).
In der Roten Liste gefährdeter Arten der IUCN wird die Art als „Least Concern (LC)“, d. h. als nicht gefährdet geführt.

## Nachweise